# Peltigera ponojensis
Peltigera ponojensis är en lavart som beskrevs av Vilmos Kőfaragó-Gyelnik. Peltigera ponojensis ingår i släktet Peltigera och familjen Peltigeraceae.  Arten är reproducerande i Sverige. Inga underarter finns listade i Catalogue of Life.